# Max Niematz
Max Niematz (Tilburg, 30 oktober 1942 – 21 juli 2024), pseudoniem van Jan Hombergen, was een Nederlands dichter en prozaschrijver.

## Biografie
Max Niematz volgde in Tilburg op het Odulphuslyceum het gymnasium A en de Kunstakademie. Hij ging in 1966 Engelse Taal en Letteren studeren aan de Universiteit van Amsterdam.
Niematz bereisde diverse continenten. Hij bracht een jaar door in Sarawak en twee jaar op Sint Maarten dat in gefictionaliseerde vorm terugkomt in de roman Eilandvrees (1998). Hij publiceerde met enige regelmaat in Maatstaf, De Revisor, De Gids en Hollands Maandblad. Hij ontving in 1990 – toen hij verbleef in Tamanrasset – een uitnodiging van De Arbeiderspers tot publicatie van een gedichtenbundel. Deze bundel verscheen in 1991 onder de naam Zielsvrienden.
Als prozaïst debuteerde Niematz met de verhalencollectie Twee vreemden in een bootje (1995). Hij schreef daarna acht romans waaronder Kromzicht (2008), en na een verblijf van een half jaar in Wenen de roman In de schaduw van toekomstige rampen (2012). Na een radiostilte van acht jaar verscheen in 2020 de roman Smeulende vuren, bloedend hout. 
In 2022 verscheen Zonder schrammen vaart niemand wel, een briefwisseling tussen Niematz en Anton Dautzenberg.
De werken van Niematz hebben een dramatisch-psychologisch karakter. Hij bevindt zich hierbij op het snijvlak van verbeelding en werkelijkheid.
Niematz overleed in juli 2024 op 81-jarige leeftijd.

## Werken
- 1987 – De bestijging van Popoque (gedichten)
- 1988 – Een wonder van Morpheus (gedichten)
- 1991 – Zielsvrienden (gedichten)
- 1995 – Twee vreemden in een bootje (verhalen)
- 1998 – Eilandvrees (roman)
- 1999 – Op de leegte (roman)
- 2003 – Tweemaal Flip & een borsalino (roman)
- 2008 – Kromzicht (roman)
- 2009 – Het wachtlokaal (roman)
- 2010 – Zeven dagen oud brood (roman)
- 2012 – In de schaduw van toekomstige rampen (roman)
- 2020 – Smeulende vuren, bloedend hout (roman)
- 2022 – Zonder schrammen vaart niemand wel (briefwisseling met A.H.J. Dautzenberg)